# Wesendorf (Zehdenick)
Wesendorf ist ein Ortsteil der Stadt Zehdenick im Landkreis Oberhavel in Brandenburg. 
Der Ort liegt nordöstlich der Kernstadt Zehdenick. Westlich verläuft die B 109 und fließt die Havel.

## Geschichte

### Eingemeindungen
Am 26. Oktober 2003 erfolgte die Eingemeindung von Wesendorf in die Stadt Zehdenick.

## Sehenswürdigkeiten
- In der Liste der Baudenkmale in Zehdenick sind für Wesendorf vier Baudenkmale aufgeführt, u. a. die Dorfkirche.